# Ex post
Ex post (facto) è un'espressione latina che significa "dopo il fatto" cioè "a posteriori". 

## Uso
In logica si tratta di un termine che designa l'argumentum ex post, cioè la spiegazione che risale dalle conseguenze e che rischia, se non adeguatamente ponderata, di fuorviare (secondo l'ulteriore brocardo Post hoc ergo propter hoc).
In diritto, l'uso è per lo più in riferimento alla legge retroattiva.

## Esempi e differenze
Esempio di uso come riferito ad eventi letti successivamente al loro svolgersi: "i calcoli ex post sono quelli effettuati a partire dai valori realizzati in un dato investimento economico". 
L'opposto di ex post è ex ante. Ad esempio, nel D. lgs. 231/01, che disciplina la responsabilità delle società di capitale, con il termine ex post si vogliono separare le azioni dei Sindaci e dell'Audit sul controllo delle attività di gestione: quelle ex ante, il loro contrario, operano secondo un'azione preventiva di gestione del rischio.